# Lovac na čudesa
Lovac na čudesa debitantski je studijski album hrvatskog rock sastava Silente. Objavljen je 28. listopada 2013. pod okriljem izdavačke kuće Aquarius Records.

## Popis pjesama
Tekstovi: Sanin Karamehmedović, glazba: Tibor Karamehmedović.
| 1.    | »Na istom mjestu«          | 3:21 |
| 2.    | »Morski ljudi morske žene« | 4:09 |
| 3.    | »Zaboravi nas«             | 3:49 |
| 4.    | »Svila«                    | 4:02 |
| 5.    | »I ovaj put«               | 4:37 |
| 6.    | »Ne gledaj me kao da sam«  | 3:30 |
| 7.    | »Terca na tišinu«          | 4:12 |
| 8.    | »Molim te zapiši«          | 4:04 |
| 9.    | »Dragi vjerujem u sve«     | 3:31 |
| 10.   | »Lovac na čudesa«          | 3:15 |
| 11.   | »Još jednom«               | 4:13 |
| 12.   | »Zimzelen«                 | 3:09 |
| 13.   | »Noćas ona nije ona«       | 6:15 |
| 52:07 |                            |      |

## Vanjske poveznice
- Lovac na čudesa na mrežnim stranicama Aquarius Recordsa